# Emil Valchev
Emil Valtchev (em búlgaro:  Емил Вълчев; 23 de fevereiro de 1950) é um ex-jogador de voleibol da Bulgária que competiu nos Jogos Olímpicos de 1972 e 1980.
Em 1972, ele participou de todos os sete jogos e o time búlgaro finalizou na quarta colocação na competição olímpica. Oito anos depois, ele fez parte da equipe búlgara que conquistou a medalha de prata no torneio olímpico de 1980, no qual atuou em seis partidas.